# Neon Genesis Evangelion: Ikari Shinji Ikusei Keikaku
Neon Genesis Evangelion: Shinji Ikari Raising Project (新世紀エヴァンゲリオン 碇シンジ育成計画 Shin Seiki Evangerion: Ikari Shinji Ikusei Keikaku?, lit. ‘Proyecto de crianza de Shinji Ikari’) En España conocido como Neogénesis Evangelion plan de entrenamiento de Shinji Ikari y en Latinoamérica como Neon Genesis Evangelion proyecto de crianza de Shinji Ikari, es un manga basado en el videojuego homónimo, segundo que ofrece una historia "alternativa" al universo de Evangelion, luego de la poca aceptación que Neon Genesis Evangelion: the Iron Maiden, tuvo entre los fanáticos, tanto por su calidad visual como en la trama de la misma. Producido por Gainax y siendo dibujado por el joven mangaka Takashi Osamu, presenta el mundo alternativo donde Shinji Ikari es "feliz", basándose al igual que Iron Maiden 2nd en el último capítulo de la serie, en el cual Shinji imagina esa realidad diferente, los detalles de los dibujos son muchos más fieles a la serie original que Iron Maiden. El manga actualmente se está serializando en Japón en la revista Shonen Ace y se encuentra finalizada en su versión original con 18 volúmenes.

## Argumento
En la historia podemos ver a Shinji viviendo con sus padres, él tiene un carácter similar que en la serie original aunque es marcadamente menos infeliz, debido a que su vida no fue tan nefasta en esta serie, es tímido, amante de la cocina, muy bueno en juegos de ingenios y en la Literatura, poseedor de una inventiva particular, aunque no se destaca mucho en el estudio, se siente enamorado a primera vista por Rei y empieza a girar su vida en poder acercarse a ella, si bien es reservado como en Evangelion, no es tan cerrado y es posible que demuestre sus sentimientos con un poco de esfuerzo, Gendo no es el hombre frío y distante que era con su hijo en el manga y anime original, sino más bien un padre despreocupado, algo irresponsable y su relación con Shinji se basa en la competencia de ver quien es más "hombre", teniendo una pequeña envidia por la "suerte" de su hijo con las mujeres.
Yui se encuentra viva, y es quien maneja la familia aunque Gendo intente dar una imagen de autoridad, ella trabaja con Gendo en NERV donde es la científica a cargo del proyecto Evangelion. Asuka es una amiga de la infancia de Shinji desde los cuatro años, la cual siente por algo más que una simple amistad, aunque intenta ocultarlo con su cáustica personalidad similar a la de la serie original. Rei es presentada como una "prima" lejana de Shinji por lado materno y es la nueva alumna del colegio al cual asisten los protagonistas, al principio se presenta de manera muy similar a la Rei de la serie original, pero su frialdad y tristeza se va diluyendo poco a poco principalmente por causa de Shinji, sintiendo ellos un sentimiento profundo casi a primera vista, quedando así como una chica recuperada y tirando a feliz, pero con un pasado sombrío, al igual que Shinji es bastante reservada y temerosa de expresar sus sentimientos aunque se ve que esto en un grado menor que la serie original, Rei no llega a despreciarse en esta historia, sino que más bien aprende a vivir y a quererse y ver otra perspectiva del mundo desde que conoce a Shinji. Kaworu es un agente encubierto de Seele quien tiene actitudes algo "peculiares" hacia Shinji causando la ira de Asuka y en medida también de Rei, creando situaciones hilarantes en la trama. Misato, es la profesora de los protagonistas, siendo una mujer muy despreocupada, divertida, amante de las bromas, con algunos problemas con el alcohol, y mucho menos compleja y misteriosa que en la serie original.
Ritsuko Akagi es la enfermera de la escuela y ambas tienen algo que ver con NERV

## Personajes

### Shinji Ikari
Protagonista principal de la serie, adolescente tímido e introvertido, en apariencia miedoso y temeroso, sin embargo tiene un gran valor, aunque le cuesta exteriorizarlo, es muy comprometido con las cosas que siente y ama en verdad.

### Asuka Soryu
Amiga de la infancia de Shinji Ikari, descrita como muy bonita, pero con un carácter explosivo por sus compañeros varones del colegio, es muy espontánea y decidida, aunque sin embargo se guarda muchos sentimientos en su interior, siente mucho más que una simple amistad hacia Shinji aunque le cuesta demostrarlo, siente desde el principio una sensación de rivalidad hacia Rei Ayanami, aunque la misma se va diluye un poco con la aparición de Kaworu y
cuando empiezan a trabajar en el instituto de investigaciones. En esta versión, su madre está viva.

### Rei Ayanami
Presentada como la "prima" de Shinji ikari, adolescente introvertida y algo solitaria que se relaciona de inmediato con Shinji, en muy poco tiempo llega a sentir algo hacia el que es mutuo, se sabe muy poco de su pasado, es muy inteligente llegando a opacar a Asuka ni bien llega al colegio, demuestra ser una adolescente muy inocente que está aprendiendo el verdadero significado de la amistad y del amor.

### Mana Kirishima
Compañera de clases de Shinji y Asuka, es una chica de carácter dulce, alegre,y que desde el principio le gusta Shinji, por lo que es muy coqueta con el y le gusta estar a su lado, lo que provoca los celos de Asuka de forma terrible. Ella viene del videojuego "Girlfriend Of Steel".

### Kaworu Nagisa
Agente infiltrado de Seele, en el colegio al cual asisten los protagonistas, se sabe más bien muy pocos datos de su vida personal, solo que siente una "atracción" por Shinji que parece ir más lejos de lo normal, desde un principio visto como enemigo por Asuka y en parte por Rei, participa de manera indirecta en los sabotajes al instituto. Parece ser que la persona que cuida de él es Ritsuko Akagi, pues varias veces aparece hablando con él.

### Gendo Ikari
Padre de Shinji y aparentemente tutor de Rei, es el líder del instituto de investigaciones, hombre un tanto atolondrado y despistado, siempre dispuesto a mostrar su valentía y virilidad, aunque no siempre le salga de manera positiva, es poco tomado en serio por Shinji con quien establece una relación de "competencia" a lo largo de la serie.

### Yui Ikari
Madre de Shinji y aparentemente tutora de Rei, cabeza de la familia Ikari, trabaja junto con Gendo en el instituto, es mucho menos soñadora que su esposo, y tomada mucho más en cuenta por Shinji, a pesar de lo que demuestre Gendo ella es quien realmente toma las decisiones en la familia.

### Misato Katsuragi
Misato, es la profesora de los protagonistas, siendo una mujer muy sexy, despreocupada, divertida, amante de las bromas, con algunos problemas con el alcohol, y mucho menos compleja y misteriosa que en la serie original. Trabaja con Gendo y Yui en el Instituto, siendo bastante popular entre los alumnos debido a su exuberante físico y sus vestimentas llamativas. 
Un gag (chiste habitual) en esta versión, es que Shinji a veces accidentalmente llega poner su rostro entre los bien dotados pechos de Misato (o de otros personajes femeninos).

### Kyoko Soryu
Madre de Asuka introducida en el stage 25 cuando entra en la oficina de Gendo y habla con él junto con Yui para entrar a NERV. Es muy cariñosa con su hija y muy amiga de Yui, su cabello es largo igual de largo al de Satsuki, pero es rubio. Aparece en la contraportada del volumen 4 y 5 (junto con Asuka) y en la portada del volumen 10.

### Ritsuko Akagi
Es la enfermera de la escuela y probablemente tutora de Kaworu, cosa no vista en el anime. En el volumen 5 Gendo cae sobre sus senos (repitiendo el gag de Shinji), lo que provoca una confusión en Yui.

### Naoko Akagi
Madre de Ritsuko, aparece en el volumen 8 cuando un virus entra en la computadora central de NERV. Yui está celosa de ella cuando está muy cerca de Gendo, es la primera vez que ella aparece en un spin-off de Evangelion en forma más relevante.

### Kaede Agano, Satsuki Oi y Aoi Mogami
Son las miembros del equipo técnico de NERV que anteriormente aparecieron en el videojuego. Kaede tiene cabello corto de color marrón oscuro, Satsuki tiene cabello largo de color marrón chocolate y su carácter es tranquilo y Aoi tiene el cabello negro azulado y usa anteojos. Las tres tienen cariño por Shinji.

## Volúmenes
| Volumen 1 | ISBN                   | Publicado           |
| Volumen 1 | ISBN 978-4-04-713801-8 | 25 de marzo de 2006 |
| |                        |                     |
| Contiene los capítulos: 1 al 7 |                        |                     |
| Capitulo 1: La historia comienza cuando Shinji se queda dormido hasta tarde y Asuka va a despertarlo, como todas las mañanas, para ir a la escuela. Cuando termina la hora de clase Asuka le va a prestar a Shinji, un paraguas, porque esta lloviendo. Pero cuando se lo esta por decir, ella escucha como Toji y Kensuke le dicen a Shinji que Asuka y él se ven como una pareja, rápidamente Shinji les dice que eso no es verdad, que solo andan juntos porque se conoce de pequeños, pero en realidad ellos no se soportan. Al escuchar esto, Asuka se enoja y se va, dejando solo a Shinji. Al salir de la escuela, Shinji se encuentra con una chica, que estaba esperando bajo un techo porque seguía lloviendo, y habla con ella, le dice que ella acaba de llegar a la ciudad ese día, entonces llega una persona a buscarla y nos enteramos que se llama Rei. Rei se despide de Shinji y se va. Shinji, al volver a su casa, se encuentra a la misma chica desnuda en su baño. Un rato después su madre, Yui, le presenta a la chica, que es su prima lejana, Rei Ayanami, y le dice que ahora va a vivir con ellos. Capitulo 2: Al otro día Asuka va a buscar a Shinji a su casa, pero al entrar se encuentra con rei. Ya en la escuela La profesora Misato Katsuragi, presenta a la nueva estudiante, que es Rei. Toji y Kensuke se preguntan si esta estudiante es más bonita que Asuka, ya que ella es la más hermosa y la más inteligente de la escuela. Asuka empieza a ponerse celosa de Ayanami. En la hora de educación física, Asuka está jugando Soccer y empisa a pensar en Rei y se vuelve loca y patea la pelota muy fuerte y se lastima en tobillo, Asuka va a la enfermería mientras Shinji va detrás de ella tratando de calmarla, ella se vuelve atorcer el tobillo y entonces el lo carga asta la enfermería. Capitulo 3: Capitulo 4: Capitulo 5: Capitulo 6: Capitulo 7: |                        |                     |
| Personajes de portada: Asuka, Shinji y Rei. |                        |                     |

| Volumen 2 | ISBN                   | Publicado           |
| Volumen 2 | ISBN 978-4-04-713838-4 | 26 de julio de 2006 |
| |                        |                     |
| Contiene los capítulos: 8 al 14 |                        |                     |
| Ritsuko habla con Seele y se lleva a Kaworu Nagisa. Al día siguiente, Misato les presenta al nuevo alumno, Kaworu, que siente algo por Shinji. Asuka, al ver esto, habla con Rei y ambas se unen para derrotar a Kaworu, dando inicio a una amistad entre ambas.Shinji y Asuka se ven obligados a vivir con su maestra Misato en su desastroso departamento, Kaworu abraza a Shinji en forma muy rara, por lo que Asuka los separa. En NERV, Gendo obliga a todos los trabajadores (incluyendo a Rei), a que hagan ejercicio en bicicleta para gimnasio. Asuka, Hikari, Toji, Kensuke, Shinji y Rei van a la playa, luego Shinji y Rei se alejan de los demás y van al parque donde Rei se recuesta sobre el hombro de Shinji. Luego Asuka se pone celosa cuando los encuentra agarrados de la mano. |                        |                     |
| Personajes de portada: Rei, Shinji y Asuka. |                        |                     |

| Volumen 3 | ISBN                   | Publicado           |
| Volumen 3 | ISBN 978-4-04-713935-0 | 19 de julio de 2007 |
| |                        |                     |
| Contiene los capítulos: 15 al 21 |                        |                     |
| Asuka se siente celosa debido a que Shinji presta más atención a Rei que a ella, por lo que ambos discuten, al día siguiente, Rei invita a Shinji para estudiar juntos, pero en ese mismo momento aparece Kaworu pidiendo lo mismo, entonces a Shinji se le ocurre que ambos estudien con él. Shinji va a NERV donde encuentra a Asuka en ropa interior y luego se tropieza entre las piernas de Rei, haciendo que ninguna de las dos le dirija la palabra. Gendo va al colegio de Shinji y provoca miedo entre los estudiantes y Shinji, mostrando su parte protectora. Cuando habla con Misato en la clase, imagina que Shinji es científico y Yui está orgullosa de él, después aparece Yui, molesta con Gendo y lo echa. Asuka se cae y Shinji ve su ropa interior, luego él va a la enfermería con Ritsuko y empieza a ver sus piernas, después de tomarle la temperatura llegando a 37.8 grados, Ritsuko se acerca a él, haciendo que su cabeza quede en sus senos. Misato aparece y lo abraza, molestando a Ritsuko. Shinji se queda en su casa con madre y se da cuenta de que Rei lo cuida, alegrándolo. Rei se cae del estante de libros de Shinji y éste la besa accidentalmente justo en el momento en que Asuka, Toji, Hikari y Kensuke aparecen. Al siguiente día, Kaji llega junto a Gendo y Yui, mientras tanto Shinji está lleno de felicidad luego de lo sucedido con Rei. Éste va a NERV junto con Yui y aparece Asuka con su plug suit, lo que provoca su asombro. Misato encuentra a Kaworu y Ritsuko en la terraza hablando y Rei vestida con su plug suit raramente aparece frente a los monolitos de Seele, luego de una conversación con ellos, Misato la recoge y le pone su chaqueta que tenía puesta, luego, encuentra a Shinji y Asuka, corre lejos de ellos y se cae. Shinji le ayuda a levantarse y ella se quita la chaqueta de Misato y le besa en los labios confesando sus sentimientos, Asuka, que los estaba observando, se enoja. |                        |                     |
| Personaje de portada: Rei (en su plug suit) |                        |                     |

| Volumen 4 | ISBN                   | Publicado            |
| Volumen 4 | ISBN 978-4-04-713960-2 | 23 de agosto de 2007 |
| |                        |                      |
| Contiene los capítulos: 22 al 27 y un stage bonus |                        |                      |
| Asuka, Misato, Shinji y Rei van de viaje en un barco y Asuka siente celos de Shinji. Llegan a una isla y encuentran a Yui y Gendo, diciéndoles que pasarán un tiempo allí, Asuka llena una cubeta de agua para tirársela a Shinji, pero su intento sale mal cuando la cubeta se cae encima de ella, tras esto golpea a Shinji y Rei queda asustada. A la noche Asuka camina en la arena y encuentra a Shinji que se aleja, ella le estironea de la camiseta y él cae entre sus piernas. Al volver a la escuela, llega el día de San Valentín, Kaworu tiene un montón de regalos en su pupitre e intenta acercarse a Shinji, pero es interceptado por Asuka. A la salida Rei le da su regalo a Shinji poniéndola feliz. Al otro día, Asuka y Shinji van a NERV y Gendo muestra un traje de baño que Shinji debe ponerse y es golpeado por Yui; Misato les explica que deben hacer una coreografía en pareja, ésta sale mal y entonces ella decide cambiar a Asuka por Rei y sale bien, provocando el disgusto de Asuka, Shinji habla con ella y luego los dos hacen perfectamente la coreografía(similar al episodio 9 del anime). Después, Gendo y Yui hablan con Kyoko Soryu (madre de Asuka) sobre su inserción a NERV. Los personajes se van al parque para hacer un pícnic y aparecen Yui y Kyoko, haciendo que Asuka se alegre. Días después Rei y Shinji se encuentran en NERV y Rei le dice a Shinji en su oído algo sobre Asuka, provocando su tristeza. En el colegio, Asuka no habla con nadie (excepto con Hikari), ambas hablan de lo ocurrido y luego Hikari repriende a Shinji por eso, luego él va a pedirle disculpas a Asuka, haciendo que se besen. En el stage bonus aparecen Maya en el colegio de Shinji, Asuka y Rei, Shigeru y Makoto en un bar. |                        |                      |
| Personaje de portada: Asuka (en plug suit) |                        |                      |

| Volumen 5                                          | ISBN                   | Publicado           |
| Volumen 5                                          | ISBN 978-4-04-715030-0 | 26 de marzo de 2008 |
|                                                    |                        |                     |
| Contiene los capítulos: 28 al 32 y 2 Stages Extra  |                        |                     |
| Personaje de portada: Rei (en uniforme de colegio) |                        |                     |

| Volumen 6                                           | ISBN                   | Publicado             |
| Volumen 6                                           | ISBN 978-4-253-21226-7 | 25 de octubre de 2008 |
|                                                     |                        |                       |
| Contiene los capítulos: 33 al 38                    |                        |                       |
| Personaje de portada: Asuka (en unforme de colegio) |                        |                       |

| Volumen 7                                         | ISBN                   | Publicado           |
| Volumen 7                                         | ISBN 978-4-04-715206-9 | 26 de marzo de 2009 |
|                                                   |                        |                     |
| Contiene los capítulos: 39 al 43 y 2 Stages Extra |                        |                     |
| Personajes de portada: Asuka y Rei (en plug suit) |                        |                     |

| Volumen 8                                         | ISBN                                              | Publicado                                                   |
| Volumen 8                                         | ISBN 978-4-04-715258-8                            | 26 de junio de 2009                                         |
|                                                   |                                                   |                                                             |
| Contiene los capítulos: 44 al 48 y un Stage Extra | Contiene los capítulos: 44 al 48 y un Stage Extra | Personajes de portada: Asuka y Rei (en uniforme de colegio) |

| Volumen 9                                         | ISBN                                              | Publicado                        |
| Volumen 9                                         | ISBN 978-4-04-715347-9                            | 26 de diciembre de 2009          |
|                                                   |                                                   |                                  |
| Contiene los capítulos: 49 al 54 y 2 Stages Extra | Contiene los capítulos: 49 al 54 y 2 Stages Extra | Personajes de portada: Yui y Rei |

| Volumen 10                           | ISBN                   | Publicado          |
| Volumen 10                           | ISBN 978-4-04-715456-8 | 26 de mayo de 2010 |
|                                      |                        |                    |
| Contiene los capítulos: 55 al 60     |                        |                    |
| Personajes de portada: Asuka y Kyoko |                        |                    |

| Volumen 11 | ISBN                   | Publicado           |
| Volumen 11 | ISBN 978-84-679-1312-5 | 3 de agosto de 2013 |
| |                        |                     |
| Contiene los capítulos: 61 al 66 y 1 Fase Extra |                        |                     |
| "Shinji y compañía se enfrentan a un programa de ejercicio realizado por Naoko Akagi, que consiste en huir de la escuela, en un espacio virtual, pero a medio camine aparece el enemigo y, por su culpa, no consiguen superarlo. Entonces Shinji decide hacer de señuelo y pide a Rei y a Asuka que aniquilen al enemigo...¿Rei y Asuka trabajando juntas? |                        |                     |
| Personajes de portada: Rei y Misato |                        |                     |

| Volumen 12 | ISBN                   | Publicado                |                        |
| Volumen 12 | ISBN 978-4-04-715737-8 | 26 de septiembre de 2011 |                        |
|            |                        |                          | Personajes de portada: |

| Volumen 13 | ISBN                   | Publicado          |                        |
| Volumen 13 | ISBN 978-4-04-120253-1 | 26 de mayo de 2013 |                        |
|            |                        |                    | Personajes de portada: |

| Volumen 14 | ISBN                   | Publicado               |                        |
| Volumen 14 | ISBN 978-4-04-120489-4 | 26 de noviembre de 2012 |                        |
|            |                        |                         | Personajes de portada: |

| Volumen 15 | ISBN                   | Publicado            |                        |
| Volumen 15 | ISBN 978-4-04-120836-6 | 26 de agosto de 2013 |                        |
|            |                        |                      | Personajes de portada: |

| Volumen 16 | ISBN                   | Publicado           |                        |
| Volumen 16 | ISBN 978-4-04-101747-3 | 26 de junio de 2014 |                        |
|            |                        |                     | Personajes de portada: |

| Volumen 17 | ISBN                   | Publicado               |                        |
| Volumen 17 | ISBN 978-4-04-101747-0 | 26 de noviembre de 2014 |                        |
|            |                        |                         | Personajes de portada: |

| Volumen 18 | ISBN                   | Publicado               |                        |
| Volumen 18 | ISBN 978-4-04-101748-7 | 26 de diciembre de 2016 |                        |
|            |                        |                         | Personajes de portada: |

## Diferencias con la serie original
- Se trata de una historia alternativa en el universo Evangelion pero sin la amenaza de los Ángeles ni de los Impactos.
- Recurre frecuentemente al fanservice.
- Al igual que Iron Maiden 2nd, Shinji y Asuka son amigos de la infancia.

- Rei es presentada como prima lejana de Shinji y se enamora de él, incluso llega a confesarle sus sentimientos y a besarlo.

- Gendo es más atolondrado y soñador que en la serie original.

- Yui Ikari, Kyoko Soryu y Naoko Akagi están vivas en este manga. Yui aparece en el stage 1, Kyoko en el stage 25 del volumen 4 y Naoko en el stage 48 del volumen 8.

- En la serie original, Ritsuko y Misato son invitadas para la presentación del Jet Alone; en esta versión, Misato y Yui son las invitadas y se llevan a Shinji, Mana, Rei y Asuka.

- En el manga hay una rivalidad amorosa entre Rei y Asuka por Shinji (presente en el anime y manga originales) a la que se suman Kaworu y Mana, y una entre Yui y Naoko (a partir del volumen 8) por Gendo.

- Los segundos nombres de Asuka y Kyoko (Langley y Zeppelin) desaparecen en el manga, pasándose a llamar respectivamente Asuka Soryu y Kyoko Soryu.

- Se repite la trama del episodio 9 (pero sin involucrar a ningún ángel) cuando NERV decide poner a Shinji y Asuka un programa especial para ellos, con la diferencia de que estos hacen una coreografía en una piscina.